# سیدنی لنفیلد
سیدنی لنفیلد (انگلیسی: Sidney Lanfield؛ ۲۰ آوریل ۱۸۹۸ – ۲۰ ژوئن ۱۹۷۲) کارگردان فیلم اهل ایالات متحده آمریکا بود. وی در گورستان وست‌وود به خاک سپرده شده است.